# Valentina Bellè

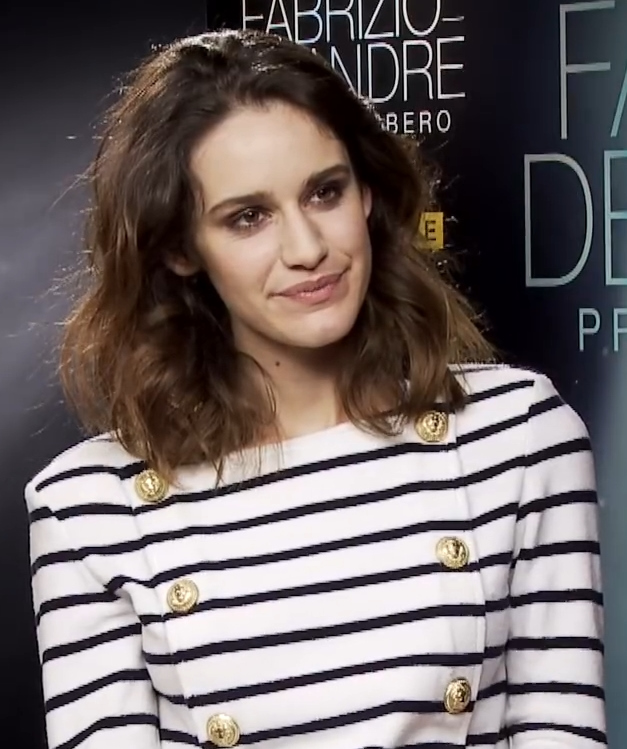
Valentina Bellè (2018)

Valentina Bellè (* 16. April 1992 in Verona) ist eine italienische Schauspielerin.

## Leben
Valentina Bellè erhielt ihre Schauspielausbildung 2012 am Lee Strasberg Theatre and Film Institute in New York City und 2013/14 am Centro Sperimentale di Cinematografia (CSC) in Rom. Ihr Filmdebüt gab sie im Film La vita oscena von Renato De Maria, der bei den Internationalen Filmfestspielen von Venedig 2014 in der Sektion Orizzonti uraufgeführt wurde.
2015 war sie in Giovanni Boccaccio: Das Dekameron von Paolo und Vittorio Taviani zu sehen, 2017 übernahm sie in Eine private Angelegenheit der Taviani-Brüder die weibliche Hauptrolle. Der Film lief unter anderem beim Toronto International Film Festival 2017. In der Serie Die Medici mit Dustin Hoffman als Giovanni di Bicci de’ Medici spielte sie 2015 die Rolle der Lucrezia di Piero de’ Medici. Im Thriller Diener der Dunkelheit (2019)  mit Dustin Hoffman als Psychiater Dr. Green basierend auf dem gleichnamigen Roman von Donato Carrisi hatte sie als Samantha Andretti, die 15 Jahre lang in einem Verlies gefangen gehalten wurde, die weibliche Hauptrolle.
In der Serie Hotel Imperial spielte sie 2015 die Rolle der Adele Alibrandi. 2018 war sie als Jacqueline Roque, die zweite und letzte Ehefrau von Pablo Picasso, in Genius: Picasso mit Antonio Banderas zu sehen. Von 2019 bis 2022 übernahm sie in der RAI-Serie Volevo fare la rockstar die Rolle der Olivia Mazzuccato. 2022 verkörperte sie in der Sky-Serie Romulus die Rolle der Ersilia.
Bei den Internationalen Filmfestspielen von Venedig 2023 war sie mit den beiden Produktionen Lubo von Giorgio Diritti und Ferrari im Wettbewerb um den Goldenen Löwen vertreten. In der im Rahmen der Berlinale 2023 uraufgeführten Mini-Serie The Good Mothers verkörperte sie die Rolle der Giuseppina Pesce, für die sie bei der Verleihung des Nastro d’Argento Grandi Serie 2023 als beste Nebendarstellerin ausgezeichnet wurde. Auf der Berlinale 2024 wurde sie als European Shooting Star gewürdigt. In der im Januar 2025 veröffentlichten italienische Netflix-Thrillerserie Außer Kontrolle übernahm sie die Rolle der Polizistin Marta.
In den deutschsprachigen Fassungen wurde sie unter anderem von Flavia Vinzens in Baggio: Das göttliche Zöpfchen und Romulus, von Alice Bauer in Diener der Dunkelheit, von Sophie Rogall in The Good Mothers, von Susanne Geier in Genius: Picasso, von Nicole Hannak in Die Medici sowie von Julia Ziffer in Hotel Imperial synchronisiert.

## Filmografie (Auswahl)
- 2011: Modà Feat. Emma: Arriverà (Musikvideo)
- 2014: Under the Series (Kurzfilm)
- 2014: La vita oscena
- 2014: La buca
- 2015: Giovanni Boccaccio: Das Dekameron (Maraviglioso Boccaccio)
- 2015: Sfida al cielo – La narcotici 2 (Fernsehserie, eine Episode)
- 2015: Hotel Imperial (Grand Hotel, Fernsehserie)
- 2015: Il Natale di Lia (Kurzfilm)
- 2016: Die Medici (Medici, Fernsehserie)
- 2017: Il permesso – 48 ore fuori
- 2017: Eine Geschichte der Liebe, nicht von dieser Welt
- 2017: Eine private Angelegenheit (Una questione privata)
- 2017: Sirene (Mini-Serie)
- 2018: Fabrizio De André: Principe libero
- 2018: Genius: Picasso (Fernsehserie)
- 2019: Dolceroma
- 2019: Catch-22 (Mini-Serie)
- 2019: Diener der Dunkelheit (L'uomo del labirinto)
- 2021: Baggio: Das göttliche Zöpfchen (Il Divin Codino)
- 2021: L'ultimo spegne la luce (Kurzfilm)
- 2021: Love Gets a Room
- 2019–2022: Volevo fare la rockstar (Fernsehserie)
- 2022: Romulus (Fernsehserie)
- 2023: The Good Mothers (Fernsehserie)
- 2023: Ferrari
- 2023: Lubo
- 2023: Miranda's Mind (Kurzfilm)
- 2025: Außer Kontrolle (A.C.A.B. La serie, Fernsehserie)

## Auszeichnungen und Nominierungen
Nastro d’Argento Grandi Serie
- 2023: Auszeichnung als beste Nebendarstellerin für The Good Mothers[7]

Internationale Filmfestspiele Berlin
- 2024: Auszeichnung als European Shooting Star[8]